# ФК Кјото санга
Кјото санга (јап. 京都サンガF.C.) јапански је фудбалски клуб из Кјотоа.

## Име
- ФК Кјото шико (јап. 京都紫郊クラブ, 1922—1953)
- ФК Кјото шико (јап. 京都紫光クラブ, 1954—1992)
- ФК Кјото пурпл санга (јап. 京都パープルサンガ, 1993—2006)
- ФК Кјото санга (јап. 京都サンガF.C., 2007—)

## Успеси
Првенство
- Фудбалска лига Кансаја: 1969, 1971, 1979, 1988.
- Џеј 2 лига: 2001, 2005.

Куп
- Сениорско фудбалско првенство Јапана: 1988.
- Царев куп: 2002.